# 王宝強
王宝強（簡体字中国語: 王宝强、ワン・バオチャン、Wang Baoqiang 、1984年5月29日-）は、中華人民共和国河北省邢台市生まれの俳優である。身長161cm。

## 人物・来歴
河北省邢台市の貧しい農家に生まれたワン・バオチャンは、8歳の時に初めて観たジェット・リー主演の映画『少林寺』に憧れ9歳で嵩山少林寺に入門。6年間修業を積んだ。
。
15歳の時には映画出演を夢見てわずか580元を持って北京に向った。そこで映画俳優を夢見る多くの若者達と同じようにスタジオの入り口に座り仕事を待つ日々を送る。当時住んでいた部屋は6人でシェアする古い瓦葺きの平屋で家賃は月20元。エキストラの仕事をしながら、同時に建築現場や清掃員として働いたという。
大きな転機となったのは2003年に制作されたリー・ヤン（李楊）監督の『盲井（原題）』（中国・ドイツ・香港合作）への出演。現代中国の社会問題を扱ったこの作品は当局の検閲のために中国本土で劇場公開されることはなかったが
、
2003年の第53回ベルリン国際映画祭で銀熊賞（芸術貢献賞）を受賞
。
その後の台湾金馬奨においてバオチャンも最優秀新人賞を獲得している
。
翌年2004年にはフォン・シャオガン（馮小剛）監督の『イノセントワールド -天下無賊-』に抜擢され、これをきっかけにテレビドラマで主役を演じるようになり、農村出身の気の弱い兵士が成長してゆく過程を描いた2006年のドラマ『士兵突撃（原題）』では中国のエミー賞ともいわれる金鷹電視芸術賞で一般視聴者からの投票による「最も人気がある俳優賞」に選ばれた
。
この主演ドラマのヒットにより米フォーブス誌の中国語版は「2008年中国有名人ランキング」で初ランクインながら38位に選出
、
歌手デビューも果たしてスターダムに躍り出た彼は、中国名が王宝强であることから宝宝（赤ちゃんという意味）というニックネームで親しまれる中国の人気俳優の一人となった。2011年の第14回上海国際映画祭で審査員特別大賞と監督賞を受賞したハン・ジェ（韓傑）監督作『Hello! 樹先生（原題）』の主演として繊細な演技を見せ、2012年にはタイを舞台にしたコメディ映画『ロスト・イン・タイランド』が中国で大ヒットになり中国映画興行記録を更新している
。
デビュー作で田舎から出て来た純朴な少年を演じて以来、田舎の青年役や変わった人物、コメディリリーフが多かったバオチャンが初めて連続殺人鬼に扮したのが、ダニー・パン（彭發）監督の香港映画『惨殺のサイケデリア』。翌年のジャ・ジャンクー（賈樟柯）監督の『罪の手ざわり』でも各地を転々としながら強盗殺人を働き家族に仕送りを続ける父親を演じ、演技の幅の広さを印象付けた。
2014年は自身初となる本格アクション映画『アイスマン』に出演。プロモーションの席で、8年前に知人を介して同作のアクション監督であり主演でもあるドニー・イェンと面会させてもらった際に蟷螂拳を披露し、「アクション映画に出たいんです」と直願していたことを告白した
。
続くドニー・イェン主演の功夫映画『カンフー・ジャングル』でも功夫を武器にした連続殺人犯を演じ
、第34回香港電影金像奨の助演男優賞にノミネート。2015年上海国際映画祭の「成龍動作電影週（ジャッキー・チェン・アクション映画ウィーク）」では、この『カンフー・ジャングル』で（アクション映画における）最優秀新人賞を受賞。
同年、大陸の著名監督チェン・カイコーの『道士下山』において主演する一方で、テレビの人気バラエティ番組『奔跑吧兄弟（原題）』にレギュラー出演するなど

幅広い活動を見せた。2017年には、インドを舞台にしたアクションコメディ『大鬧天竺（原題）』で主演を務めるとともに監督業へも進出している。
私生活では2009年に結婚。2人の子どもをもうけるも妻側の不貞により、2016年に離婚している
。
劉昊然（リウ・ハオラン）とコンビを組んだ探偵映画『唐人街探偵 THE BEGINNING』はその後、中国語圏で大ヒット作品となりシリーズ化されている。

## 主な出演作品

### 映画
2003年
- 『盲井（原題）』

2004年
- 『イノセントワールド -天下無賊-』

2007年
- 『戦場のレクイエム』

2008年
- 『李米的猜想（原題）』
- 『烈火男児（原題）』

2009年
- 『建国大業（原題）』 ※第22回東京国際映画祭で『建国大業』の邦題で上映。
- 『大有前途（原題）』

2010年
- 『ラスト・ソルジャー』
- 『コンシェンス/裏切りの炎』
- 『東風雨（原題）』
- 『大胃王（原題）』
- 『人在囧途（原題）』 ※2010年東京・中国映画週間にて『帰省男、辛いよ』の邦題で上映。

2011年
- 『最愛』
- 『Hello!樹先生（原題）』 ※2011年第12回東京フィルメックスで『ミスター・ツリー』の邦題で公開。
- 『蔡李佛拳（原題）』

2012年
- 『高海拔之戀II（原題）』 ※第7回大阪アジアン映画祭で『高海抜の恋』の邦題で上映。
- 『神通郷巴佬（原題）』
- 『惨殺のサイケデリア』
- 『人再囧途之泰囧（原題）』 ※第6回したまちコメディ映画祭in台東で『ロスト・イン・タイランド』の邦題で上映。

2013年
- 『越來越好之村晩（原題）』
- 『罪の手ざわり』
- 『激戦 ハート・オブ・ファイト』
- 『瘋狂的導演（原題）』
- 『非常幸運（原題）』
- 『私人訂製（原題）』

2014年
- 『アイスマン』
- 『カンフー・ジャングル』
- 『微愛之漸入佳境（原題）』

2015年
- 『奔跑吧！兄弟（Running Man）（原題）』 ※人気バラエティー番組『奔跑吧兄弟（原題）』の映画版。
- 『道士下山』
- 『唐人街探偵 THE BEGINNING』（原題：唐人街探案）
- 『不可思異（原題）』

2017年
- 『大鬧天竺（原題）』（兼監督）

2018年
- 『唐人街探偵 NEW YORK MISSION[14]』（原題：唐人街探案2）
- 『アイランド 一出好戯』（原題：一出好戏）
- 『アイスマン 宇宙最速の戦士』（原題：冰封侠：时空行者）

2019年　
- 『新喜劇王』（原題：新喜剧之王、チャウ・シンチー作品）

2020年
- 『愛しの故郷』（原題：我和我的家郷）
- 『唐人街探偵 東京MISSION』（原題：唐人街探案3）

2023年
- 『ネバーギブアップ』（原題：八角笼中）兼監督

### テレビ
2005年
- 『プロット・アゲインスト（原題：暗算）』

2006年
- 『猜心妙手（原題）』
- 『殷商傳奇（原題）』
- 『士兵突撃（原題）』

2007年
- 『紅旗渠的児女們（原題）』

2009年
- 『我的兄弟叫順溜（原題）』

2010年
- 『為了新中国前進（原題）』

2011年
- 『我的父親是板凳（原題）』

2012年
- 『我的非常閨密（原題）』
- 『与狼共舞（原題）』

2013年
- 『隋唐演義 〜集いし46人の英雄と滅びゆく帝国〜』
- 『我們這撥人（原題）』

2014年
- 『奔跑吧兄弟（原題）』 ※韓国の人気バラエティ番組『Running Man』の中国版。

2015年
- 『真正男子漢（原題）』 ※軍隊キャンプリアリティショー
- 『我是機器人（原題）』